# Pessotschnoje (Kaliningrad, Prawdinsk)
Pessotschnoje (russisch Песочное, deutsch Althof, Kreis Friedland (ab 1927 Kreis Bartenstein)) ist ein Ort in der russischen Oblast Kaliningrad (Gebiet Königsberg (Preußen)). Er liegt im Rajon Prawdinsk (Kreis Friedland (Ostpr.)) und gehört zur Prawdinskoje gorodskoje posselenije (Stadtgemeinde Prawdinsk (Friedland (Ostpr.))).

## Geographische Lage
Pessotschnoje liegt neun Kilometer nordöstlich der heutigen Rajonshauptstadt und vormaligen Kreisstadt Prawdinsk (Friedland) am linken Ufer der Alle (russisch: Lawa). Es ist über die russische Fernstraße R 514 im Abzweig Kurortnoje (Groß Wohnsdorf) über Progress (Auglitten) zu erreichen. Ein Bahnanschluss besteht nicht.

## Geschichte
Am 11. Juni 1874 wurde das ehemals Althof genannte Gutsdorf Amtssitz und namensgebender Ort des neu errichteten Amtsbezirks Althof, zu dem außer dem Amtsdorf noch die Landgemeinde Angarben (heute nicht mehr existent) gehörte. Er gehörte bis 1927 zum Landkreis Friedland im Regierungsbezirk Königsberg der preußischen Provinz Ostpreußen. Im Jahre 1901 wurde ein Teil des Gutsbezirks Althof in die Landgemeinde Angarben eingegliedert, und noch im gleichen Jahr wurde das Vorwerk Wilhelmshöhe (russisch: Owraschnoje) aus dem Gutsbezirk Althof ausgegliedert und in einen selbständigen Gutsbezirk umgewandelt. Im Jahre 1910 zählte Althof 219 Einwohner.
Am 30. September 1928 schließlich wurden die Landgemeinde Angarben und die beiden Gutsbezirke Althof und Wilhelmshöhe zur neuen Landgemeinde Althof zusammengeschlossen. Der Amtsbezirk Althof allerdings wurde aufgelöst und in den Amtsbezirk Wohnsdorf (russisch: Kurortnoje), jetzt im Landkreis Bartenstein (Ostpr.), überstellt. Die Einwohnerzahl stieg bis 1933 auf 255 und betrug 1939 noch 230.
Infolge des Zweiten Weltkrieges kam Althof mit dem nördlichen Ostpreußen zur Sowjetunion und erhielt 1947 den russischen Namen „Pessotschnoje“. Bis zum Jahre 2009 war der Ort innerhalb der seit 1991/92 russischen Oblast Kaliningrad in den Druschbinski sowjet (Dorfsowjet Druschba (Allenburg)) eingegliedert und ist seither – aufgrund einer Struktur- und Verwaltungsreform – eine als „Siedlung“ (russisch: possjolok) eingestufte Ortschaft in der Prawdinskoje gorordskoje posselenije (Stadtgemeinde Prawdinsk (Friedland)) im Rajon Prawdinsk.

## Kirche
Mit seiner vor 1945 überwiegend evangelischen Bevölkerung war Althof in das Kirchspiel Auglitten–Schönwalde (russisch: Progresss-Rasswet) eingepfarrt und gehörte zum Kirchenkreis Friedland (Prawdinsk), später Bartenstein (heute polnisch: Bartoszyce) in der Kirchenprovinz Ostpreußen der Kirche der Altpreußischen Union.
Heute liegt Pessotschnoje im Einzugsbereich der neu gebildeten evangelischen Gemeinde in Druschba (Allenburg), die eine Filialgemeinde der Auferstehungskirche in Kaliningrad (Königsberg) und der ebenfalls neugegründeten Propstei Kaliningrad der Evangelisch-Lutherischen Kirche Europäisches Russland angeschlossen ist.